# Dr Pepper Snapple Group
Dr Pepper Snapple Group was een Amerikaans frisdrankbedrijf. De hoofdzetel was in Plano (Texas). Het is ontstaan door de verzelfstandiging van de Amerikaanse frisdrankentak van Cadbury Schweppes. Sinds juli 2018 is het een onderdeel van Keurig Dr Pepper Inc.
De bekendste merken die door de groep geproduceerd worden, zijn 7Up (in de VS), A&W Root Beer, Canada Dry (in Noord-Amerika), Dr Pepper (behalve in Europa en Canada), Gini, Orangina (in Noord-Amerika), Schweppes, Snapple en Sunkist.

## Geschiedenis
In februari 1998 kocht Cadbury Schweppes de bottelarijen van Beverage America and Select Beverages van investeringsmaatschappij The Carlyle Group. In 2000 verkocht Triarc Companies, Inc. de frisdrankmerken Snapple, Mistic, Stewart's en Royal Crown aan Cadbury. In 2006 en 2007 kocht Cadbury Schweppes de Dr Pepper/Seven Up Bottling Group, samen met verschillende andere bottelarijen in Noord-Amerika. Hierdoor kreeg het bedrijf de kans om veel van haar eigen frisdranken, waaronder nu ook Dr Pepper en 7Up, zelf te bottelen.
In november 2007 werd aangekondigd dat de Amerikaanse frisdrankafdeling van Cadbury Schweppes, Cadbury Schweppes Americas Beverages, van het moederbedrijf gescheiden zou worden. Dat gebeurde effectief in mei 2008, onder de nieuwe naam Dr Pepper Snapple Group. Op 8 mei 2008 kreeg het bedrijf een eigen beursnotering aan de New York Stock Exchange.
In juli 2018 vond een fusie plaats met Keurig Green Mountain. Sindsdien gaan de twee bedrijven samen verder onder de naam Keurig Dr Pepper. Als een gevolg van de fusie kwam de gecombineerde jaaromzet uit op US$ 11 miljard.